# Bythiospeum pfeifferi
Bythiospeum pfeifferi is een slakkensoort uit de familie van de Hydrobiidae. De wetenschappelijke naam van de soort is voor het eerst geldig gepubliceerd in 1890 door Clessin.